# Wolfgang van Mansfeld

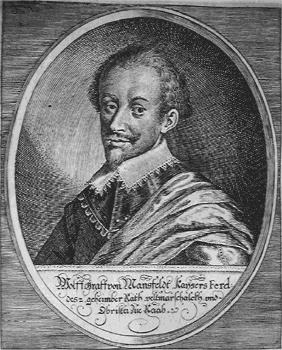

Wolfgang III, graaf van Mansfeld (1575 - 1638) was een Duits edelman en krijgsheer in dienst van de Habsburgse keizer tijdens de Dertigjarige Oorlog.
Hij vocht in de veldslag bij Breitenfeld (1631) en het beleg van Maagdenburg en hij werd door keizer Ferdinand II tot veldmaarschalk benoemd. Daarna was hij bevelvoerder van de belangrijke, Hongaarse vesting Raab.